# فلكي ملكي

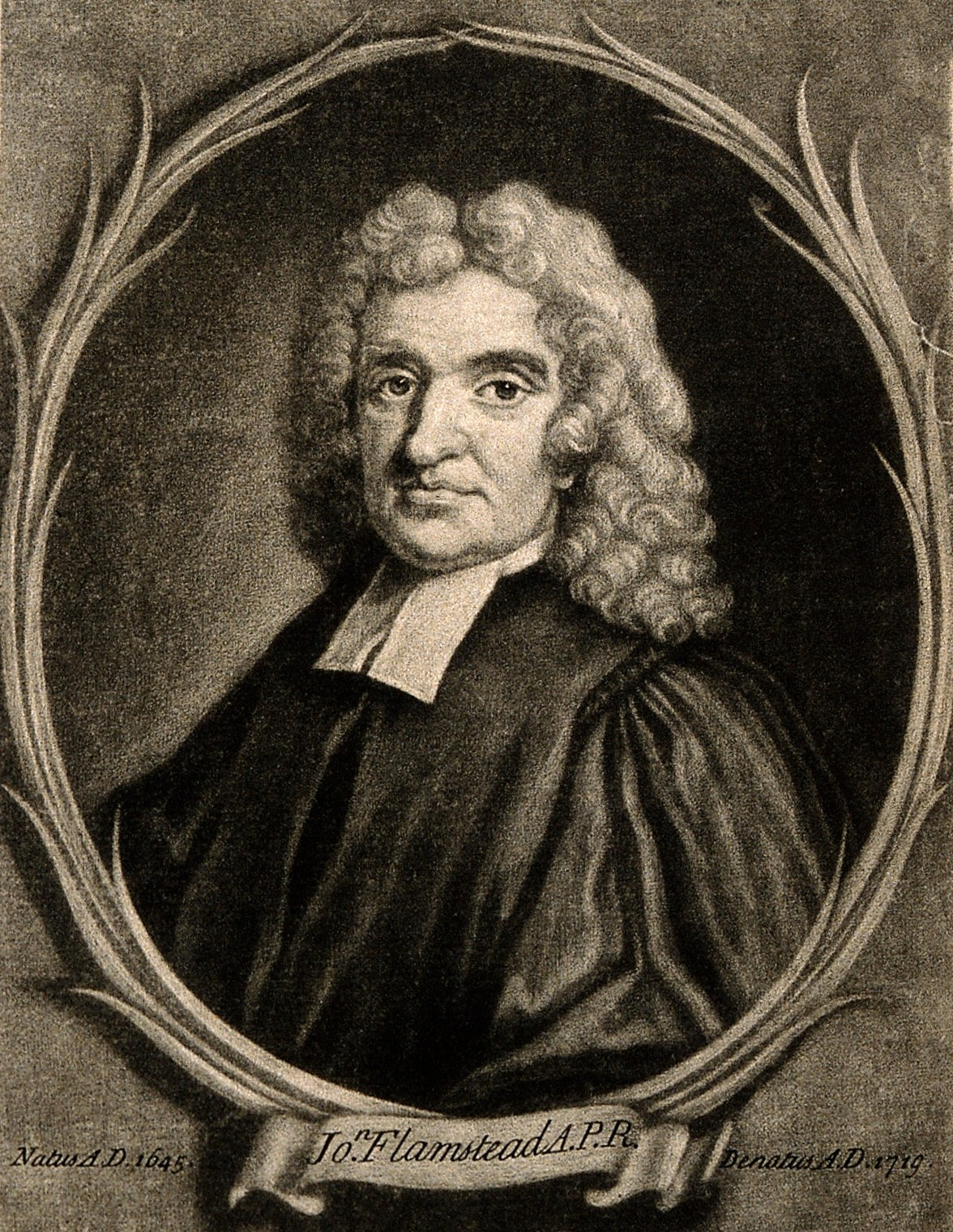
جون فلامستيد، أول من شغل منصب الفلكي الملكي

الفلكي الملكي (بالإنجليزية: Astronomer Royal)‏ هو منصب رفيع من مناصب البلاط الملكي البريطاني. أُنشئ المنصب في 22 يونيو 1675، عقب تأسيس الملك تشارلز الثاني للمرصد الملكي في غرينتش، وكان أول شاغليه هو جون فلامستيد، كما أنشئ منصب الفلكي الملكي لاسكتلندا سنة 1834، وهو منصب يعد أقل شأنًا من منصب الفلكي الملكي للمملكة المتحدة، كما عرفت أيرلندا قبل استقلالها عن المملكة المتحدة منصب الفلكي الملكي لأيرلندا (1783 - 1921).
منذ إنشاء هذا المنصب وحتى سنة 1972، كان شاغل منصب الفلكي الملكي يشغل أيضًا منصب مدير مرصد غرينتش الملكي، وبعد فصل المنصبين، صار منصب الفلكي الملكي منصبًا رمزيًا مراسميًا إلى حد كبير، مع احتفاظه بمكانته الرفيعة في البلاط الملكي.

## شاغلو المنصب منذ إنشائه
- 1675 ـ 1719: جون فلامستيد
- 1720 ـ 1742: إدموند هالي
- 1742 ـ 1762: جيمس برادلي
- 1762 ـ 1764: ناثانيل بليس
- 1765 ـ 1811: نيفيل ماسكيلين
- 1811 ـ 1835: جون بوند
- 1835 ـ 1881: السير جورج بيدل أيري
- 1881 ـ 1910: السير وليام كريستي

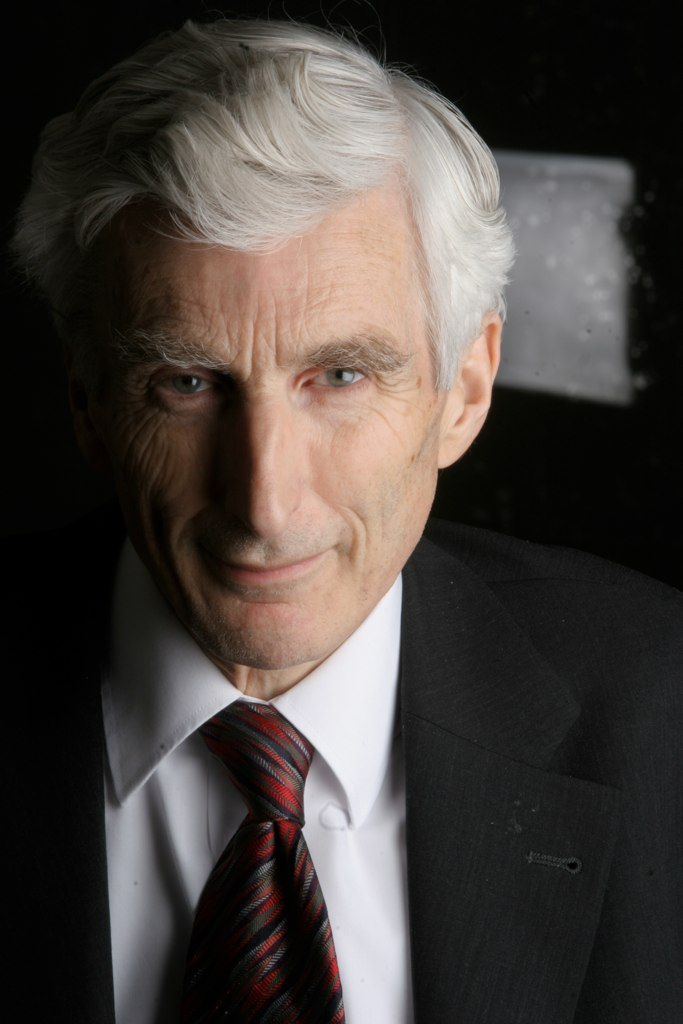
مارتن ريس، الفلكي الملكي الحالي

- 1910 ـ 1933: السير فرانك واتسون دايسون
- 1933 ـ 1955: السير هارولد سبنسر جونز
- 1956 ـ 1971: السير ريتشارد فان دير ريت وولي
- 1972 ـ 1982: السير مارتين رايل
- 1982 ـ 1990: السير فرانسيس غراهام سميث
- 1991 ـ 1995: السير أرنولد وولفنديل
- 1995 ـ حتى الآن: مارتن ريس

## وصلات خارجية
- الموقع الرسمي (بالإنجليزية)